# KA 2 IF
KA 2 IF är en friidrottsförening med säte i Karlskrona, Sverige. Föreningen har sitt ursprung i det numera nedlagda Kustartilleriregementet KA 2, Karlskrona. Verksamheten bedrivs i huvudsak utomhus på Västra Marks IP och inomhus i friidrottshallen Sunnahallen.
KA 2 IF har haft stora framgångar nationellt och internationellt genom åren. Kända namn som representerat KA 2 IF är exempelvis Anders Gärderud (3000 m hinder), Miro Zalar (Stavhopp), Christer Garpenborg (sprint) och Magnus Arvidsson (spjut).